# Zelnik István
Zelnik István (Budapest, 1950. október 14. –) magyar műgyűjtő, a Zelnik István Délkelet-ázsiai Aranymúzeum alapítója, üzletember.

## Élete
Saját állítása szerint 14 éves korában kezdte a műgyűjtést.
A moszkvai IMO egyetemre járt, vietnámi szakra. 1975-ben a hanoi magyar követségen kezdett dolgozni. Később a rendszerváltásig a brüsszeli magyar követségen Magyarország európai kapcsolatainak fejlesztésével, a majdani integráció előkészítésével foglalkozott. 
Zelnik az Andrássy úton, a korábbi Rausch-villában 2011. szeptember 17-én megnyitott Aranymúzeumban helyezte el műtárgyai egy részét. A múzeum 2014-ben bezárt. 
Létrehozott egy kutatóintézetet is, ám a Magyar Délkelet-ázsiai Kutatóintézet utóbb szintén megszűnt.
A Rausch-villát elárverezték, az Aranymúzeum kincseinek sorsáról nincs információ.
Saját állítása szerint legfőbb célkitűzése az volt, hogy a Seuso-kincseket visszajuttassa Magyarországra.
Ehhez azt kérte, hogy a magyar állam ideiglenesen mondjon le a műtárgyak tulajdonjogáról. A Kultúráért Felelős Államtitkárság ezt elutasította, megegyezés nem jött létre.

## Kapcsolódó szócikk
- Kokas Katalin
- Seuso-kincs